# کیلیا نمور
کیلیا نمور (عربی: كيليا نمور؛ زادهٔ ۳۰ دسامبر ۲۰۰۶) ژیمناست هنری زن اهل الجزایر است.